# Nyredolk
En nyredolk eller nossedolk (en: bollock dagger) er en type daggert med en formet skaft med to forstørrede rundinger omkring hvor bladet begynder, der ligner mandlige testikler, deraf navnet nossedolk. "Kuglerne" er ofte i ét stykke med et træhåndtag og en metalskive på toppen. Nyredolken var populær i Skandinavien, Flandern, England og Skotland mellem 1200-tallet og 1700-tallet og navnlig i tudortiden.
I England bar mange medlemmer af Border Reivers en nyredolk som ekstra våben udover lanse og sværd. Et stort antal nossedolke blev fundet ombord på vraget af Mary Rose. Kniven minder om den skotske dirk, der blev båret af officerer i higlandregimentet.
I victoriatiden introducerede våbenhistorikere navnet nyredolk for at undgå seksuelle associationer. De to hævelser på skaftet, der kunne ses som nyre-formede og dolken kunne ligeledes bruges til at stikke i fjendens nyrer.